# 上知令
上知令（あげちれい、じょうちれい）は、江戸幕府や藩による知行召し上げ命令（収公令）。1870年代には明治政府によっても土地没収命令が出された。上地令と表記する場合もある。天保の改革（1841年-1843年）において水野忠邦が発令したものが有名である。

## 江戸幕府による上知令

### 阿仁銅山幕領化
出羽秋田藩の阿仁銅山は、1716年（享保元年）に産銅日本一となり、幕府御用銅の4割弱、多いときには5割を超え、長崎輸出銅の主要部分を占めており、また銭貨鋳造の原料としても重要なものであった。そこで、1764年（宝暦14年）5月16日に、ときの老中松平康福は、幕府が貿易用に使用する銅を直接確保するため、阿仁銅山を秋田藩から取り上げ、幕府直轄地とする上知令を出した。これに対して、秋田藩は激しく反発したことから、やむなく翌6月14日に撤回をすることになった。
なお、その後、1773年には平賀源内が技術指導のため来山している。

### 蝦夷地幕領化
1799年（寛政11年）、東蝦夷地仮上知（1802年以降は永上知）が断行された。江戸幕府による蝦夷地幕領化は、
1. 1799年から1806年までの東蝦夷地（日高国浦河郡以東、太平洋側から知床半島・国後島に至る地域）の上知
2. 1807年から1821年までの松前地（和人地）および西蝦夷地（日本海・オホーツク海側）の上知

という2段階で実施された。幕臣近藤重蔵が蝦夷地幕領化論を強固に唱え、幕府側もそれを受けて蝦夷地経営と対ロシア帝国政策が単に松前藩一藩だけの問題では済まされないという判断を下した。以降、幕府は択捉・国後の両島に津軽藩・南部藩の藩士500名ずつを派遣させ、防衛警備にあたらせた。これが第1次幕領期である。
その後、粘り強い松前藩の復領運動などにより、1821年（文政4年)、蝦夷地は松前藩に返還された。
しかし、日露和親条約による箱館開港後は再び蝦夷地は幕府領となった（第2次幕領期）。1855年（安政2年）2月、幕府が松前藩に言い渡した上知の範囲は、「東西蝦夷地及乙部以西ノ八村木古内以東ノ各村」という広大なものであり、松前藩は知内村から江差五厘沢までの狭小な範囲のみ支配を許され、この範囲を除く蝦夷島のほぼ全域が箱館奉行の管轄下に入った。2度目の上知令を出した直後より、幕府は松前藩をはじめ津軽藩、南部藩、久保田藩、仙台藩の諸藩に警備区域を割り当てたが、1859年（安政6年）9月には、上記4藩に庄内藩と会津藩を加えた奥羽6藩に蝦夷地を分与し、その開拓と防衛にあたらせることとした。

### 天保の改革

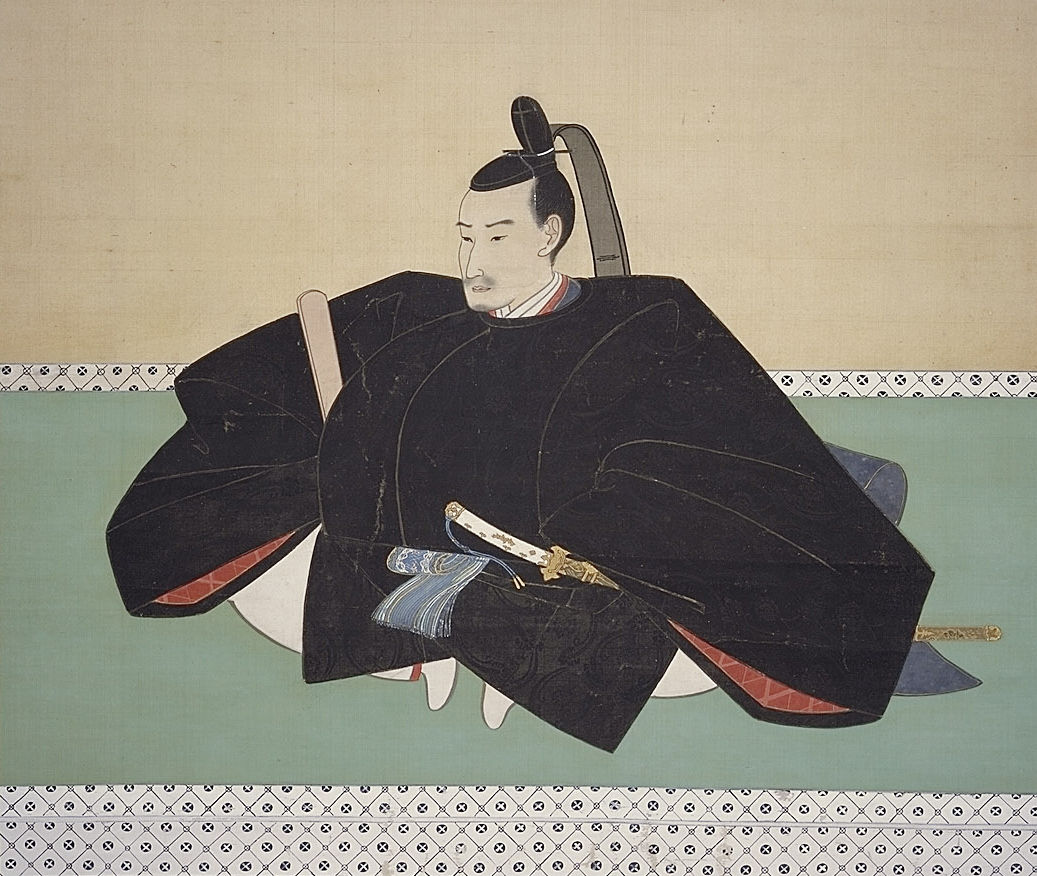
水野忠邦

天保の改革を主導した老中首座水野忠邦は、アヘン戦争で清国がイギリスに敗れ、また日本近海にも外国船がしばしば出没する状況にてらし、将来、日本にも外国が攻めてくる事態もありうるとみていた。特に江戸は政治の中心地、大坂は経済の中心地であって、両都市付近に外国船が来襲した際の危機管理が課題となった。
これまで江戸・大坂十里（約39キロメートル）四方は、幕府領（天領）、大名領、旗本領が入り組んでいた。そこで大名、旗本には十里四方に該当する領地を幕府に返上させ、かわりに、大名・旗本の本領の付近で替え地を幕府から支給するという命令を出し、江戸・大坂十里四方を幕府が一元的に管理する方針を固めた。特に関東農村の場合は、所領の飛び地が幕府支配の弱体化を招いていたことは明らかであった。19世紀に入ってから江戸幕府は、関東取締出役や組合村を設けて統一的な警察行政を試行錯誤してきたが、ここに広域の代官領を置いて一円的な支配を行うこととしたのである。また、幕府はアヘン戦争のような事態も想定し、江戸湾の入り口の最も狭い富津と浦賀を結ぶ線よりも南は、西岸（三浦半島側）を川越藩が、東岸（房総半島側）を忍藩が防備することと定め、その北側の防備を新設された羽田奉行によって幕府自ら指揮する体制を整えつつあったので、幕府財政を建て直すのみならず、軍事的な必要からも、江戸周辺の入り組んだ領地の整理が特に必要とされたのであった。水野はさらに、この施策を全国的に拡大することも考慮していた。
1843年（天保14年）6月1日、上知令が発布された。最初に上知令の対象となったのは、多くが譜代大名の小藩や旗本・御家人領であった。500石以上の者には年貢率の低い替え地を、500石以下の者には金10両をあたえるとしたため、江戸大坂十里四方に領地を持つ大名・旗本からは反対が起こった。領地替えは莫大な経費を必要とするため、加増を伴う栄転的な領地替えや、何らかの落ち度があっての懲罰的な領地替えでなければ、大名旗本にとって承服できるものではなかった。ことに江戸近傍に関しては、徳川家康以来先祖が武功によって拝領した由緒正しい領地は、罪なく所替えされないという意識が確立されていた。幕府といえども領地には容易に手出しができないという観念に対し、水野は「ご当代（現将軍）の思し召ししだい」「今は、いまの思し召すまま」の論理で対抗しようとした。
加えて、当時の大名旗本の多くは領民から借金をしており、領地替えに際しては借金が踏み倒されるのではないかという領民側の危惧があった。多くの大名・旗本、特に貨幣経済が発達している大坂・江戸近辺においては、財政上の理由で藩札・旗本札を発行しており、これは実質的に領民から借金をしたに等しかった。財政的に余裕がある大名・旗本であっても、隣接する他領で藩札や旗本札が発行されていると、自領からの正貨流出を食い止めるため、対抗して藩札・旗本札を発行せざるを得なかった。大名・旗本が国替えになると、従来の藩札・旗本札は無価値になるため、その前に正貨との交換をしなければならないが、ただでさえ領地替えのため出費が必要な大名旗本の側に交換する余裕がなく、額面からかなり差し引いた金額での交換を余儀なくされることが懸念された。ことに大坂周辺では、年貢の先納（翌年度分の年貢の前取り）も行われており、村々と大名・旗本のあいだには不即不離の関係が成立していた。知行所の村方に年貢などの運用を一任し、かわりに大名や旗本への月々の賄金の送金や彼らの古い借金の返済を知行所村々が引き受けるしくみもできていた。肥沃の私領と薄痩の天領を交換させられるのではないかと領主は怖れ、領民たちは莫大な借金の踏み倒しと天領になってからの年貢取立の厳格化を怖れた。
水野忠邦の同僚にあたる老中土井利位は、本領は下総国古河藩であったが、河内国や摂津国にも飛び地を持っていた。土井家は河内、摂津の農民に借金があり、農民達は上知と同時に借金が踏み倒されるのではと恐れ、土井家に繰り返し上知反対の強訴が発生した。また、御三家の紀州藩や水戸藩からも反対の声が上がった。反対派は土井利位を盟主に担いで上知令撤回と、水野忠邦の老中免職に動き出した。水野忠邦の主だった腹心達（町奉行鳥居耀蔵、勘定奉行榊原忠職）らも土井派に寝返り、鳥居に至っては忠邦の機密資料を残らず土井に流すという徹底ぶりであった。大奥も反対にまわった。忠邦は孤立し、将軍徳川家慶の裁断により上知は取りやめとなった。閏9月7日、忠邦が欠席のまま土井利位から上知令撤回の幕命が出された。閏9月13日、忠邦は辞表を提出し、上知令ともども天保の改革は挫折した。このとき、水野忠邦の屋敷前に町民が数千人も夜中に集まり、屋敷に向けて投石し、近くの辻番所をうちこわす大騒動になったといわれている。

### 上知要望論
水野の上知令は大反対を受けて実行されなかったが、みずから上知を要望する例もあった。それが幕末の対馬府中藩による上知要望論である。開国後、戦略上の要地として防衛力強化を求められていた同藩にとって、1859年（安政6年）のイギリス船アクテオン号の強制入泊事件、さらに1861年（文久元年）のロシア船ポサドニック号事件は防備の重要性をあらためて再認識させる出来事であった。ことに後者は、滞留半年余におよび、決定的な影響をおよぼしたが、藩にとってそれに耐えうる財政力に乏しいことが悩みの種でもあった（ロシア軍艦対馬占領事件）。対馬府中藩内部では、対馬の上知、開港および九州本土への移封論がにわかに台頭し、さらに藩の基本方針として正式に決定され、1861年3月、家老の仁位孫一郎を江戸に派遣することも検討されるに至った。同年6月、対馬府中藩は移封の内願書を江戸幕府に提出した。同年9月、幕府はそれに対し現地調査をおこなったが、開港および上知の実効性を否定し、一円上知には及ばないという結論を下している。

## 明治政府による上知令
江戸時代に認められていた寺院と神社の領地（寺社領）が1871年（明治4年）と1875年（明治8年）の2回の上知令により没収された。この背景には廃藩置県に伴い、寺社領を与える主体であった領主権力が消滅したために寺社領の法的根拠も失われたこと、また、旧大名の所領（藩有地）を国有地としたこととの均衡上、寺社領も国有地化してしかるべき状態になったこと、さらに地租改正によって全ての土地に地租を賦課する原則を打ち立てるため、寺社領を含めた全ての土地に対する免税特権を破棄することを目的としていた。なお、同様の趣旨をもってえた・非人とされた人々の所有地の免税特権も解放令と同時に破棄させられた。